# Rue de la Ravinelle
La rue de la Ravinelle est une voie de la commune de Nancy, dans le département de Meurthe-et-Moselle, en Lorraine, dans la region Grand Est.

## Situation et accès
La rue de la Ravinelle va de la rue de Serre à la rue Isabey.

## Origine du nom
Ce nom est un diminutif de ravin, ravine, parce que c'était le chemin qui menait directement au vallon de Boudonville.

## Historique
Cet ancien chemin usager pour les jardins et les enclos est devenu une des rues les plus agréables et les mieux habitées de Nancy. C'est en 1841, qu'il prit officiellement le nom de « chemin de la Ravinelle » puis de « rue de la Ravinelle ».

## Bâtiments remarquables et lieux de mémoire

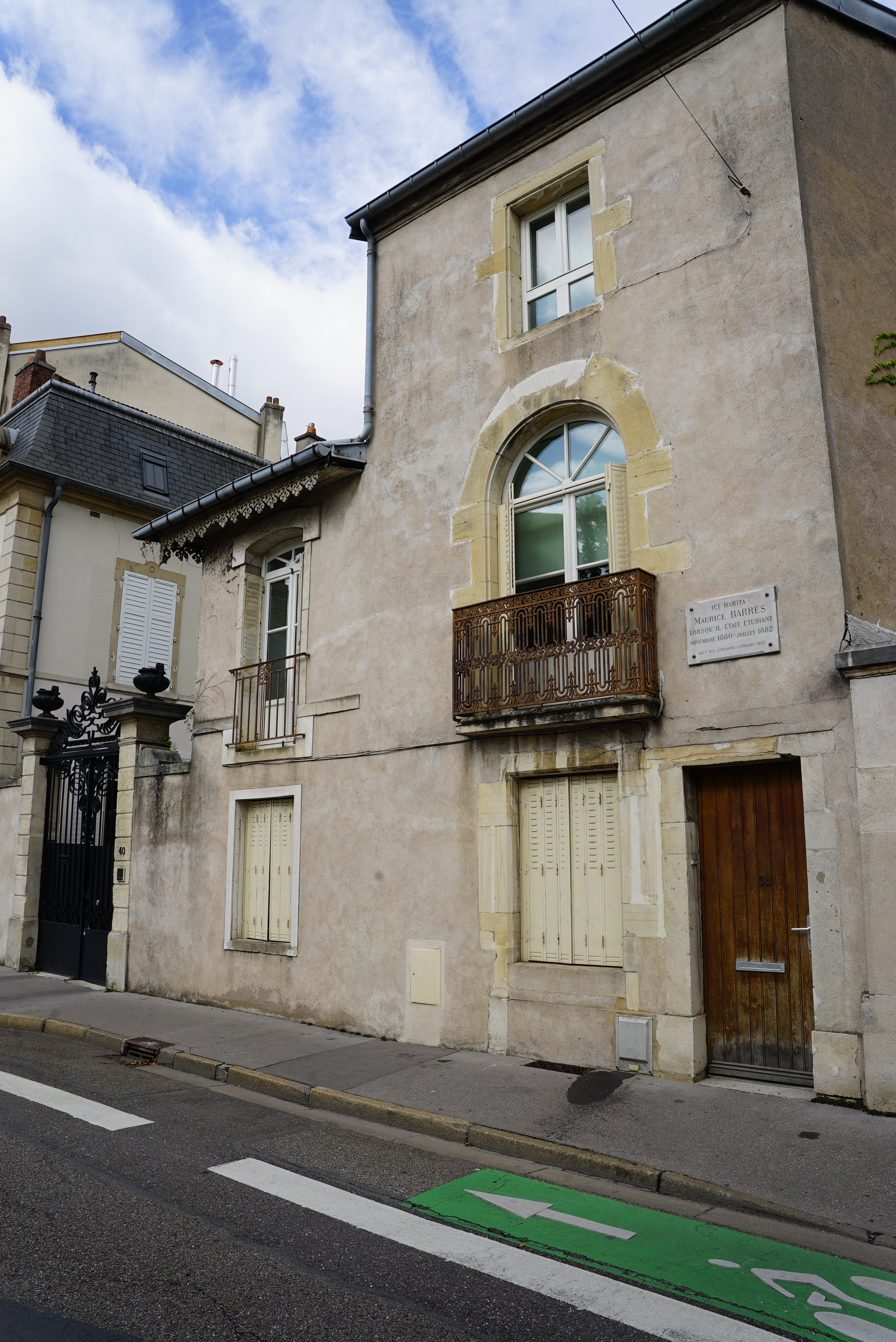
Maison avec la plaque au no 38 en l'honneur de Maurice Barrès.
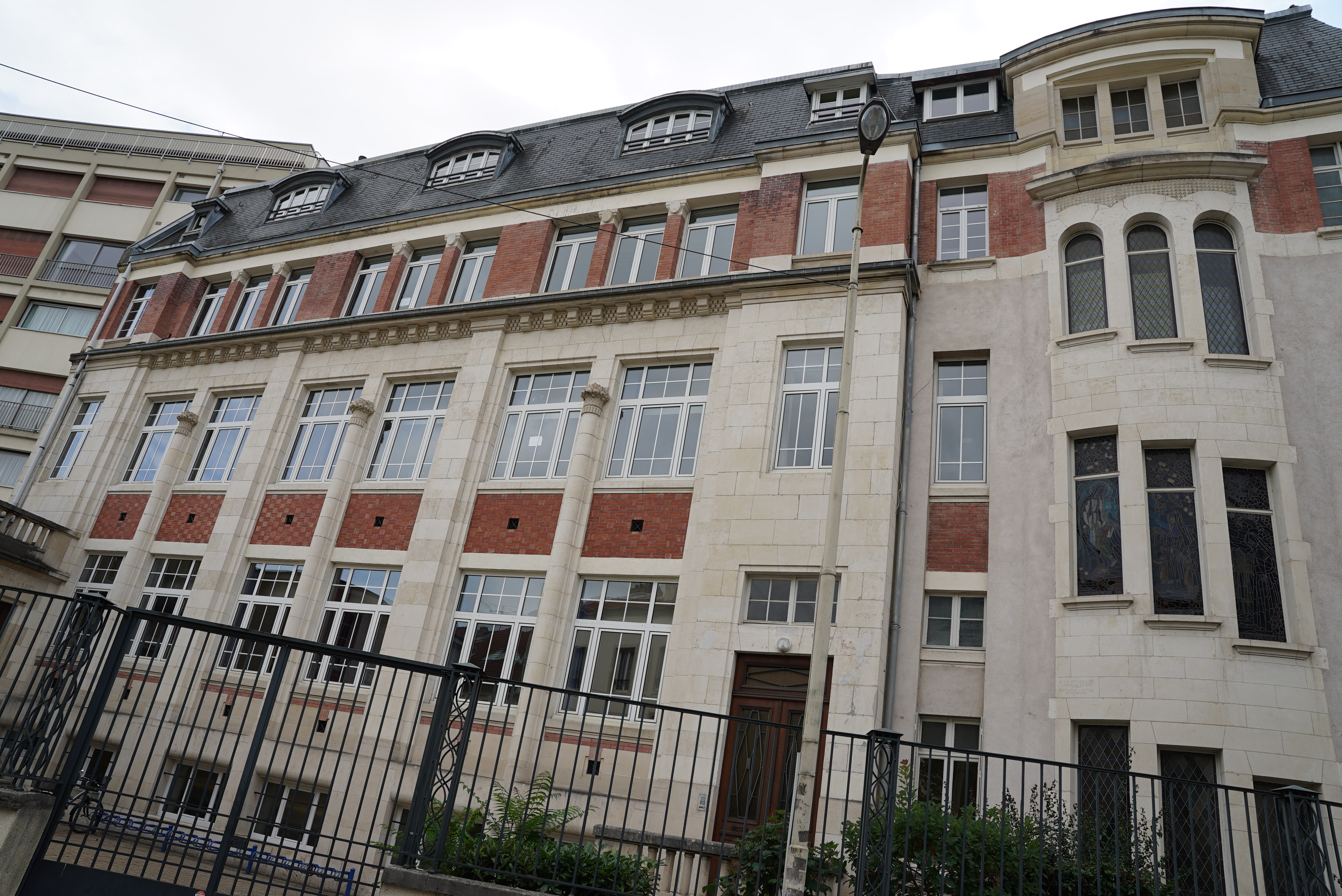
Bâtiment art déco du lycée Notre-Dame Saint-Sigisbert.
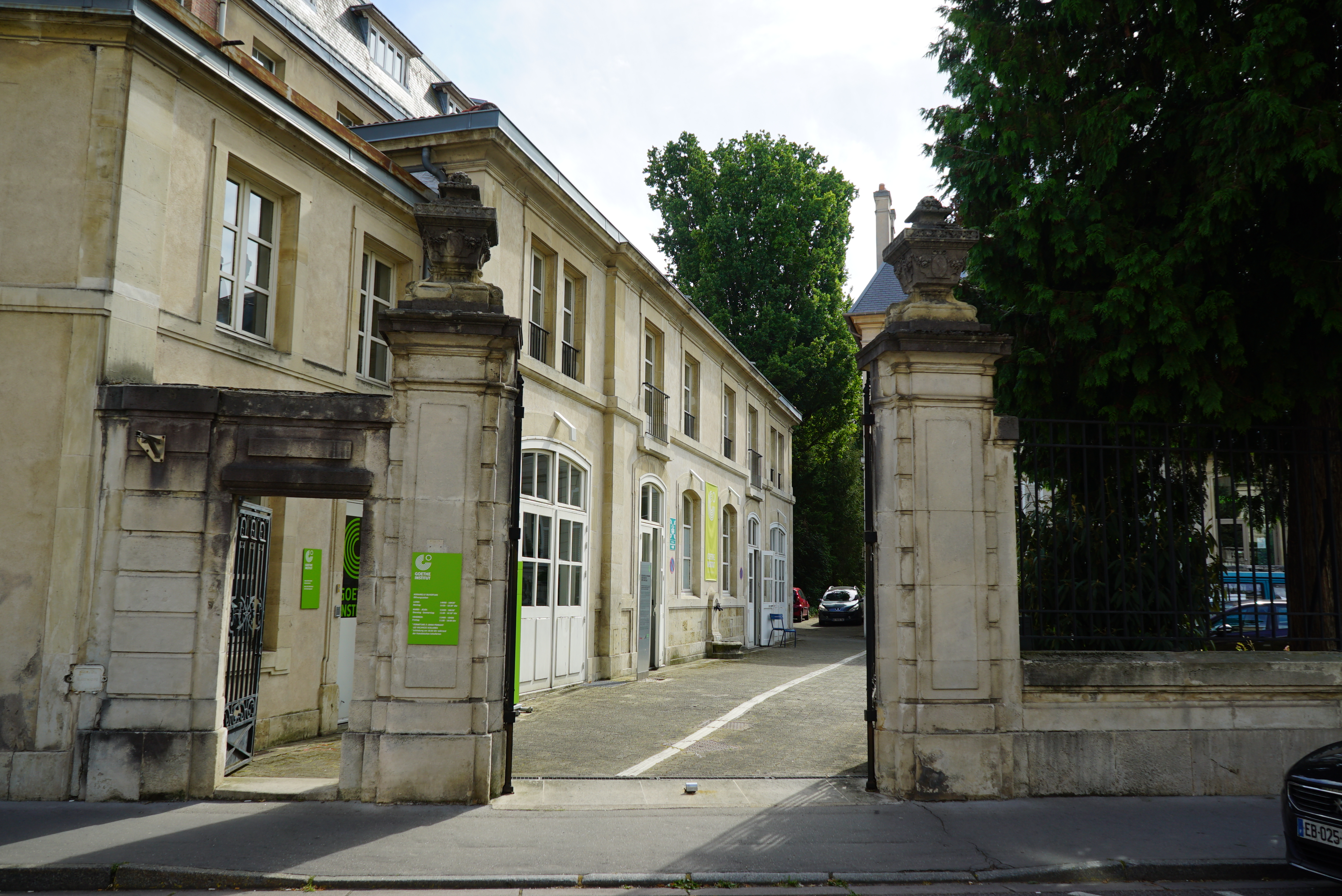
Hôtel Simon.

- nos 6 et 35 : Groupe scolaire Notre-Dame - Saint-Sigisbert.
- no 38 : plaque commémorant la maison où Maurice Barrès habita une modeste chambre lorsqu'il était étudiant, de novembre 1880 à juillet 1882 ; la plaque a été inaugurée le 7 juillet 1927[2].
- no 39 : ancienne maison Simon devenu le Goethe-Institut avec son parc.
- no 65 : Maison Bouret, dont la façade, la toiture sur rue et le hall d'entrée sont inscrits au titre des monuments historiques par arrêté du 27 octobre 1995[3].